# Doloclanes montana
Doloclanes montana är en nattsländeart som först beskrevs av Banks 1937.  Doloclanes montana ingår i släktet Doloclanes och familjen stengömmenattsländor. Inga underarter finns listade i Catalogue of Life.